# 1409
1409 (MCDIX) fue un año común comenzado en martes del calendario juliano.

## Acontecimientos
- Concilio de Pisa. Se debate la teoría conciliar.
- Se crea el primer Hospital psiquiátrico en España y a nivel mundial.

## Nacimientos
- 21 de julio - José Martín de Idalgo (f. 1446)

## Fallecimientos
- 25 de julio - Martín el Joven, rey de Sicilia y heredero legítimo de la Corona de Aragón (n. 1374)